# Sabrina Saidi
Sabrina Saidi, née le 24 février 1989 à Hussein Dey, est une judokate algérienne évoluant dans la catégorie des moins de 48 kg.

## Carrière
Sabrina Saidi est médaillée de bronze aux Jeux africains de 2011 à Maputo. Elle est ensuite médaillée d'argent aux Championnats d'Afrique de judo 2012 à Agadir, aux Championnats d'Afrique de judo 2013 à Maputo et aux Championnats d'Afrique de judo 2014 à Port-Louis.
Elle remporte son premier titre en obtenant la médaille d'or des Jeux africains de 2015 à Brazzaville. Elle obtient le bronze dans cette catégorie aux Championnats d'Afrique de judo 2016 à Tunis.